# Syndromes myasthéniques congénitaux
 (octobre 2011).
Si vous disposez d'ouvrages ou d'articles de référence ou si vous connaissez des sites web de qualité traitant du thème abordé ici, merci de compléter l'article en donnant les références utiles à sa vérifiabilité et en les liant à la section « Notes et références ».
 Mise en garde médicale
Les syndromes myasthéniques congénitaux sont un groupe hétérogène de troubles caractérisés par un défaut de la transmission neuromusculaire au niveau de la plaque neuromusculaire.
Cela comprend les troubles pré-synaptiques, synaptiques et post-synaptiques qui ne sont pas d'origine auto-immune.
Ces maladies sont généralement causées par des mutations de différentes sous-unités du récepteur acétylcholine nicotinique sur la surface postsynaptique de la jonction.

## Le syndrome myasthénique congénital avec déficit en récepteur à l'acétylcholine

### Causes
Le syndrome myasthénique congénital ou SMC avec déficit en récepteur à l'acétylcholine fait partie des maladies sont causées par des mutations de différentes sous-unités du récepteur acétylcholine nicotinique. Il est plus particulièrement causé par un déficit de la plaque motrice en récepteur à l'acétylcholine. C'est une maladie génétique de la jonction neuromusculaire, zone de communication entre le nerf qui commande et le muscle qui agit. Elle fait partie du groupe des syndromes myasthéniques congénitaux, caractérisés par des anomalies pouvant se situer avant, après ou dans la synapse. On parle respectivement de SMC pré-synaptiques, SMC post-synaptiques ou de SMC synaptique. Le déficit en récepteur à l'acétylcholine est un SMC post-synaptique.

### Symptômes
Les premiers signes du déficit en récepteur à l'acétylcholine se manifestent différemment selon la gravité du déficit : la forme grave, débutant dès la naissance, se manifeste par une atteinte des muscles oculomoteurs, des muscles du visage, des muscles fléchisseurs de la nuque, des muscles des ceintures, des muscles du tronc et des muscles respiratoires. La forme intermédiaire qui débute dans l'enfance se traduit par un ptosis et une paralysie des muscles oculomoteurs.
Dans une étude publiée en août 2004, une équipe française de Garches[réf. nécessaire], a décrit trois enfants atteints de formes sévères de SMC due à un déficit en rapsyne. Les symptômes ont débuté dès la naissance par une hypotonie, une détresse respiratoire, des difficultés à déglutir et une arthrogrypose (articulations fixées, déformées).
La maladie évolue dans le sens d'une amélioration. Les troubles respiratoires présents à la naissance cèdent la place à un retard des acquisitions motrices chez l'enfant. Chez l'adulte, on ne retrouve plus qu'un ptosis et une intolérance à l'exercice.
L'électromyogramme après stimulation met en évidence un défaut de transmission entre nerf et muscle caractéristique. La prise de sang permet de s'assurer de l'absence d'anticorps dirigés contre les récepteurs de l'acétylcholine alors que ceux-ci sont généralement présents dans la myasthénie «classique» auto-immune. Une biopsie neuromusculaire le permet d'observer la réduction marquée des récepteurs à l'acétylcholine qui est mise en évidence par un test spécifique à la 125I-α-bungarotoxine.
La kinésithérapie passive permet de lutter contre l'apparition de rétractions consécutives à la faiblesse musculaire. Des traitements médicamenteux sont disponibles (anticholinestérasiques, diaminopyridine…) et permettent d'améliorer, souvent incomplètement, les symptômes.
Dans l’étude publiée (août 2004) par l’équipe française de Garches[réf. nécessaire], le traitement par un anti-cholinestérasique chez les trois enfants atteints de forme sévère de SMC causé par un déficit en rapsyne a permis de limiter les risques de symptômes bulbaires et de détresse respiratoire.
On observe une modification du nombre de récepteur à l'acétylcholine (RACh) en cas de déficit en RACh. Le RACh est un canal ionique situé dans la membrane musculaire. L'acétylcholine s'y fixe brièvement et induit l'ouverture du canal. Le canal se referme jusqu'à la prochaine commande.

## Autres causes
Il existe de nombreuses autres causes congénitales :
- déficit congénital en choline acétyltransférase ;
- déficit en SNAP25B (l'une des protéines SNARE) ;
- déficit en Synaptotagmine 2 ;
- déficit en COLQ ;
- déficit en Laminine β2 ;
- syndrome du canal lent, du canal rapide ;
- déficit en agrine, en LRP4, en MUSK, en DOK 7, en rapsyne, en GFPT1, en DPAGT, en ALG2, en ALG14 ;
- syndrome hypotonie-cystinurie ;
- déficit en plectine ;
- anomalies du canal sodique ;
- syndromes myasthéniques associés à une myopathie.

## Identification des gènes
En 2003, huit nouvelles mutations de RAPSN et deux nouvelles mutations de la région promotrice du gène de RAPSN ont été identifiées.